# Église Saint-Martin de Fressin
L'église Saint-Martin de Fressin, est un édifice religieux, situé à Fressin, en France.

## Généralités
L’église Saint-Martin est située au cœur du village de Fressin, dans le département du Pas-de-Calais, région Hauts-de-France, en France. Elle se trouve au 26 Grand Rue à proximité du cimetière communal. L'église fait partie de la paroisse Saint Pierre Et Saint Paul de Fruges, du diocèse d'Arras.

## Histoire
L’église actuelle remonte au XVIe siècle, bien qu’un édifice religieux ait existé à Fressin dès le Moyen Âge. Elle fut construite à l’initiative de Jean V de Créquy, seigneur du lieu, dont le château voisin fut également édifié à cette époque. Le style architectural de l’église témoigne de la transition entre le gothique flamboyant et les premières influences de la Renaissance.
Selon l’abbé Fromentin, l’église fut conçue comme un lieu de prestige pour la famille seigneuriale, avec une chapelle dédiée et des éléments décoratifs soignés.
L'église subit des incendies au XVIe siècle et est restaurée à cette époque, ainsi qu'au XIXe siècle.
L'église est classée au titre des monuments historiques par arrêté du 11 septembre 1906.

## Architecture
L'église, de style gothique flamboyant, a pour dimensions 32 mètres de longueur sur 18 mètres de largeur au niveau du transept, la hauteur de la nef est de 14 mètres. Elle présente trois nefs à quatre travées, flanquée de chapelles latérales dans le transept. Le clocher est positionné entre le chœur et la nef principale. Il est de dimensions modestes si l'on considère le volume de l'église, et est flanqué de 4 clochetons. Six piliers octogonaux à chapiteaux viennent soutenir la nef.
Les vitraux datent du XIXe siècle, remplaçant ceux détruits pendant la Révolution.
Le portail méridional possède deux portes séparés par un pilier sous une arcade ogivale et surmonté d'un pignon rectangulaire. 

## Mobilier
Le mobilier liturgique comprend un autel en pierre, une frise sculptée parcourant les arcs de la nef -témoignant le style gothique flamboyant de l'église-,  des statues de saints, de nombreuses peintures et une chaire en bois sculpté datant du XVIIIe siècle,.

## Galerie

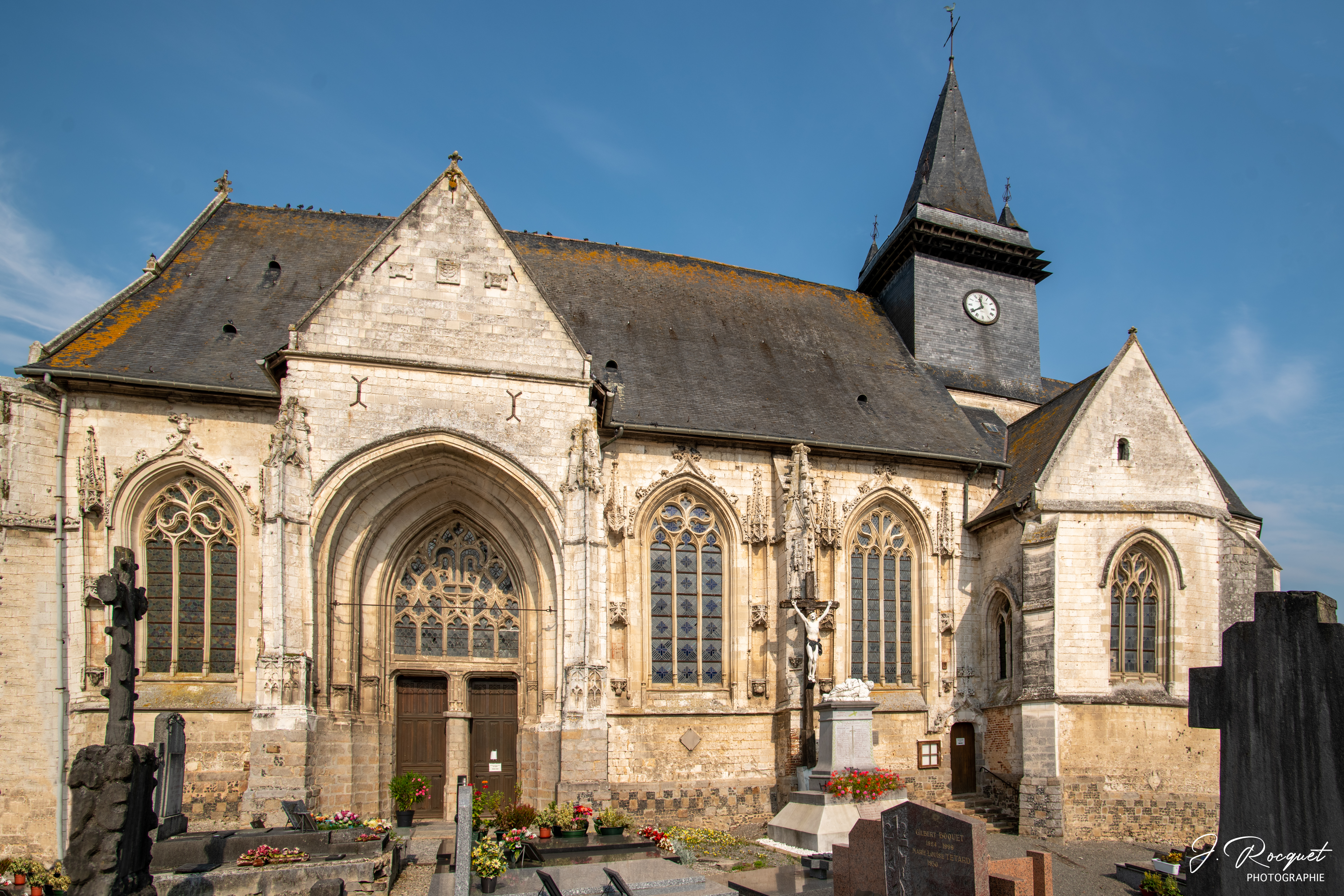
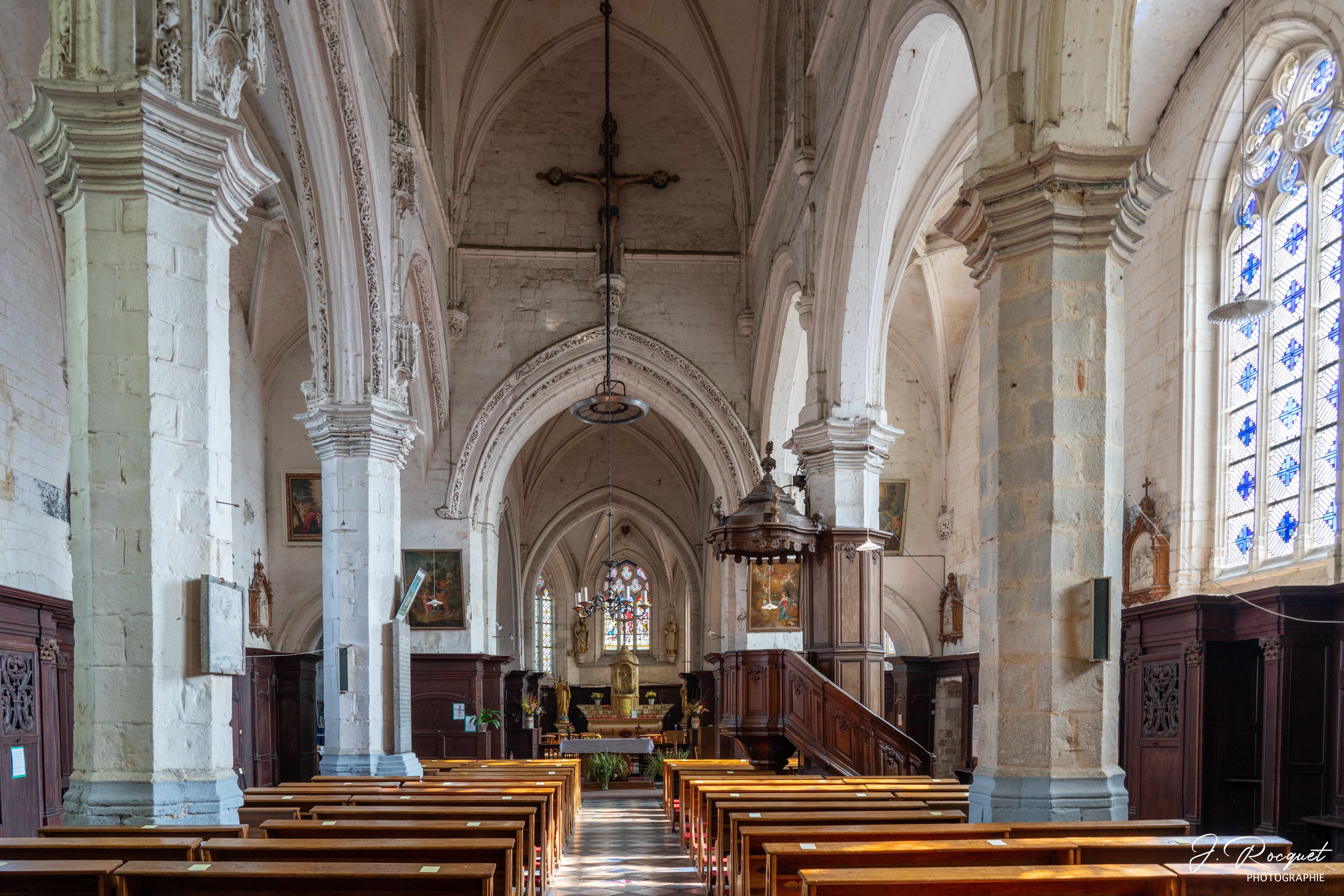
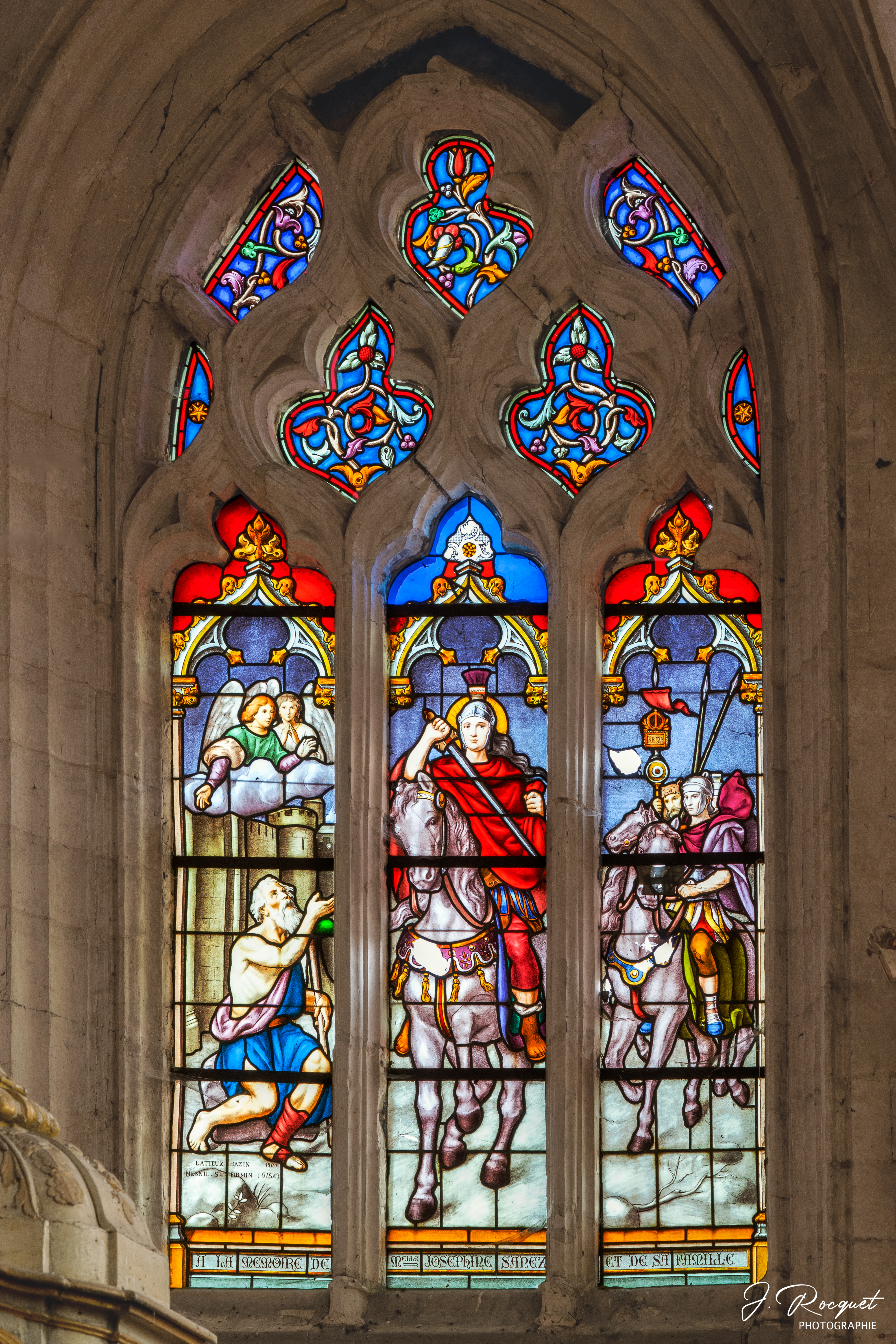
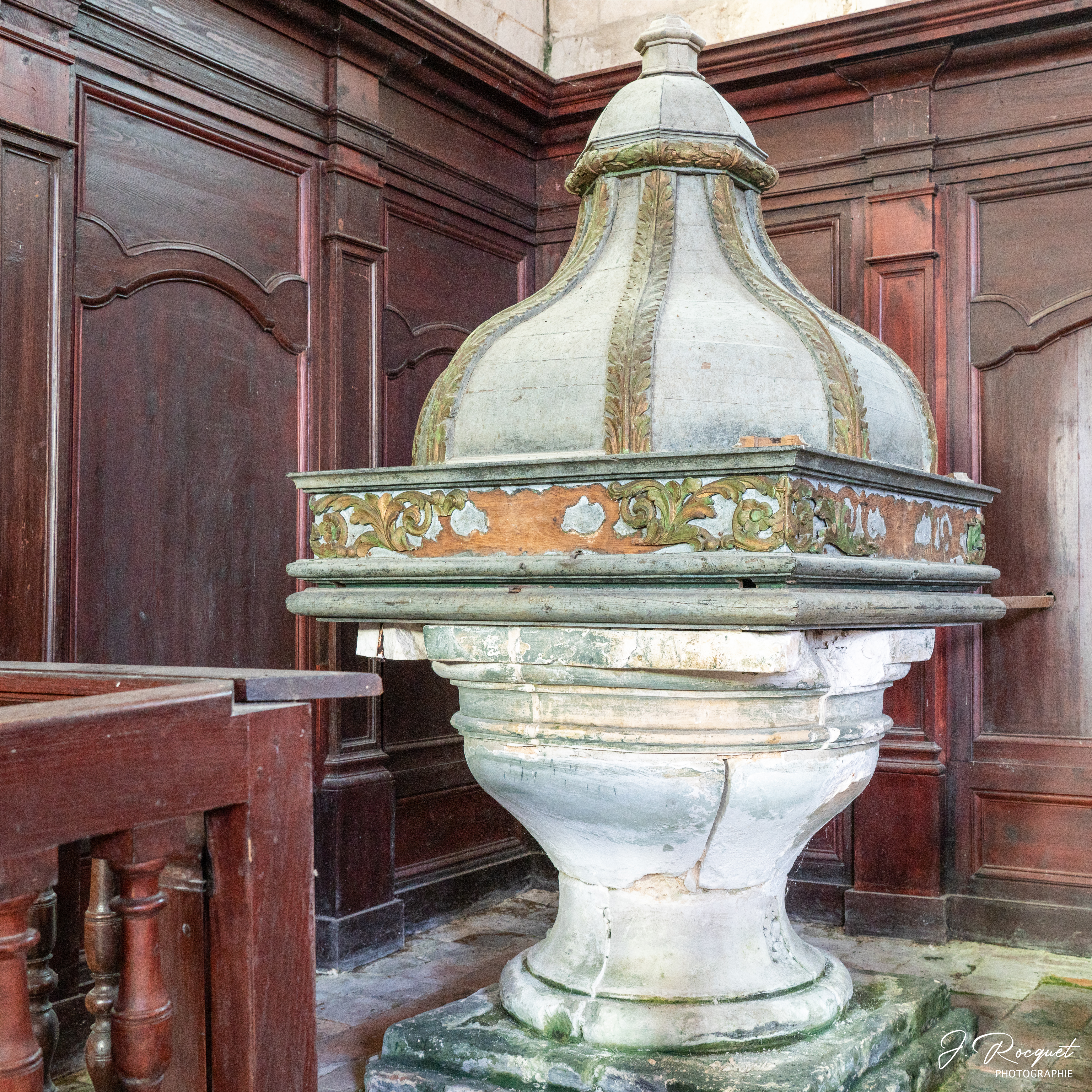